# Natalia Barbu
Natalia Barbu (en ruso: Ната́лья Ба́рбу, n. Bălţi, República de Moldavia, antes parte de la URSS; 22 de agosto de 1979) es una cantante moldava de rock. Barbu representó a Moldavia en el Festival de Eurovisión 2007 con la canción "Fight" y en el Festival de la Canción de Eurovisión 2024 con la canción "In The Middle".

## Biografía
Desde niña le aficionaba cantar y empezó haciéndolo en bodas y fiestas familiares. Estudió en la escuela de música de Moldavia donde aprendió a tocar el violín, su habilidad con este instrumento la demostró en el Festival de Eurovisión 2007.
Fue seleccionada para representar a Moldavia en el Festival de la Canción de Eurovisión 2007, obteniendo el 10.º lugar con la canción "Fight" ("Lucha"). Antes de estar en la final, tuvo que pasar por la semifinal, en la que quedó también en 10.ª posición. Fue elegida de nuevo para representar a su país en el Festival de Eurovisión 2024, donde no se clasificó para pasar a la Gran Final.

## Discografía
- Intre Ieri Si Azi (2001)
- Zbor De Dor (2003)
- Eurovision Song Contest - Helsinki 2007 (2007)
- Fight (2007)
- Ingerul Meu
- Poate
- Am Obosit